# Борис Секулич
 Борис Секулич  е футболист от Словакия, роден на 21 октомври 1991 г. През 2018 г. преминава в ЦСКА (София). На 15 февруари 2019 г. Секулич разтрогва договора си с ЦСКА (София) по взаимно съгласие.

## Кариера
Юноша на Земун Сърбия от 2005 до 2009, играе като ляв или десен защитник, но също така и централен защитник и дефанзивен халф. През 2009 започва подготовка с мъжкия отбор на Земун, но е даден под наем на Графичар Београд Сърбия. През лятото на 2010 подписва с ФК Београд Сърбия и дебютира в сръбската Първа лига. През лятото на 2011, едва на 19 години, подписва със словашкия Кошице, като в началото е резерва и титуляр в резервния тим с 13 мача. На 3 март 2012 прави своя дебют в мач срещу Татран Прешов при победа с 1:0. Още през следващия сезон се оказва титуляр с 32 мача. През сезон 2013/14 изиграва 31 мача и печели купа на Словакия, като на финала на 1 май 2014 побеждава с Кошице отбора на Слован Братислава с 2:1. През следващия сезон губи супекупата на Словакия срещу Слован Братислава и записва 25 мача, с което общо изиграва 101 мача с 5 гола за Кошице. През юни 2015 подписва със Слован Братислава. През сезон 2015/16 играе до трети кръг на Лига Европа, където отпада. Изиграва 31 мача като със Слован стига до сребърни медали и финал за купата на Словакия. През сезон 2016/17 стига до втори кръг в Лига Европа, а в първенството лекува дълго контузия, поради което играе само в 22 мача, но е избран за капитан на тима и стига отново до сребърните медали в първенството, за сметка на това печели купа на Словакия срещу Скалица с резултат 3:0. На 23 юни 2017 изиграва пълен мач срещу отбора на Злин Чехия, на финала на чехословашката супер купа, която обаче губи с дузпи. Отпада отново във втори предварителен кръг на Лига Европа, изиграва 29 мача, с което общо изиграва 82 мача за Слован с 2 гола. Пак стига до сребърните медали и отново вдига купата на Словакия след спечелен финал с Ружомберок с 3:1. Изненадващо прекратява по взаимно съгласие договора си със Слован през юни 2018, за да подпише с ЦСКА на 19 юни 2018. На 15 февруари 2019 разтрогва договора си с ЦСКА по взаимно съгласие, за да подпише на 20 февруари 2019 с Гурник Забже Полша. В средата на февруари 2020 преминава в Чикаго Файър САЩ.
През август 2017 получава словашко гражданство и през март 2018 е извикан на Кралската Тайландска купа, където записва няколко минути срещу ОАЕ и пълни 90 минути при победата с 3:2 срещу Тайланд, където играе като десен бек. Има 2 мача за националния отбор на Словакия.